# Merrmë që sot
Merrmë që sot (svenska: ta mig direkt från idag) är en låt framförd av Aslaidon Zaimaj. Låten är skriven av Big Basta (Gerald Xhari) med musik av Briz Musaraj. Med låten kommer Zaimaj att debutera i Festivali i Këngës 54 i december 2015.
Zaimaj kommer att delta i tävlingens första semifinal på juldagen (25 december) 2015. Låten släpptes officiellt den 4 december 2015 online. Enligt Zaimaj handlar låten om en mörk period av hans liv.